# Немо (гурт)
НЕМО або НеМо (Неформальне Екологічно Музичне Об'єднання) — український рок-гурт, створений 1997 року у Трускавці учасниками гурту «Дзвін».

## Історія
Група «НеМо» створена в 1997році у м. Трускавці. Творче ядро колективу склали Анатолій Іванюк (композитор, аранжувальник, продюсер групи), Андрій Смакула (лідер вокаліст), гітарист Віктор Винник (автор кількох пісень) та Олена Іванюк (автор майже всіх текстів пісень групи)
Група «НеМо» лауреат багатьох Всеукраїнських конкурсів та фестивалів: «Пісенний вернісаж», «Пані + Пан», «Золотий Скіф», «Мелодія» 1997 р., 1 Міжнародного фестивалю «Серце України» 2005 р., гість 2 Міжнародного фестивалю «кРок у майбутнє» 2008 р…
В активі групи відеокліпи на пісні «Ти не моя» (1998 р.), «Пташка» (2000 р.), «Новий Рік» (спільно з Ольгою Поляковою у 2001 р), «Ти не покинеш» (2014 р.), «Там, де є ти» (2014 р.). Кліпи широко демонструвалися на всіх центральних і багатьох регіональних телеканалах, деякі ставали переможцями багатьох теле хіт-парадів.
Початком творчого життя групи можна назвати 6 червня 1997 року, коли група «НеМо» виступила на міжнародному фестивалі журналістів у Києві в «Українському Домі». Це був початок успішної концертної діяльності групи. З початку заснування «НеМо» дали понад 500 концертів у більше як 200 міст України на різних концертних майданчиках — від нічних клубів до багатотисячних стадіонів, площ і концертних залів. Географія концертів осягнула всі області України.
Взимку 1998 року були учасниками великого концертного туру «Зоряний Вояж», який охопив майже всі області України. Також група побувала і за кордоном. Це виступ у Вітебську (Білорусь) на фестивалі «Славянский базар», в польському місті Ясло на дні міста, а також концертний тур по Західному Сибіру разом з народною артисткою України Оксаною Білозір.
Музиканти «НеМо» були активними учасниками помаранчевого Майдану 2004 року, виступали на сцені Майдану в день найбільшої кількості мітингувальників, та ще кілька разів. Після цього вирушили в автопробіг «Поїзд Дружби», який проліг східними та південними теренами України.
Були активними учасниками та волонтерами Майдану Гідності в листопаді 2013 — лютому 2014, а також виступили на сцені Майдану. В березні 2014 року дали благочинний концерт на підтримку України в польському місті Сандомирі.
З початку анексії Криму розпочали концертну діяльність на підтримку військових на півдні України, а згодом і на Донбасі. Восени 2014 року стали учасниками автопоїзду, який проліг від Маріуполя до Сєверодонецька. Кілька разів виступали в аеропорту Краматорська та у звільненому місті. Як волонтери з початку війни на сході України активно допомагали і підтримували військових ЗСУ, прикордонників, розвідників та добровольців. Виступали і на площах і в окопах, і на бойових кораблях в Маріуполі. Влітку 2015 в черговій поїздці під Маріуполь група «НеМо» була нагороджена бойовою медаллю Міністерства Оборони України «За оборону Маріуполя». Також музиканти «НеМо» неодноразово брали участь в благодійних концертах на підтримку військових та поранених.

## Склад гурту
- Анатолій Іванюк — засновник та лідер групи, продюсер (музика, аранжування, програмування) → 1997 — пом.2016[1]
- Андрій Смакула — лідер — вокал → 1997 рік
- Олена Іванюк — тексти → 1997 рік → 1997 рік
- Олексій Гнатишин — технічне забезпечення → 1997 рік
- Олександр Єрченко — директор: Стиль до 2004 року — Євроденс, Поп: Стиль після 2004 року — мелодійний поп рок

- До складу увійшов Віктор Винник — музика, тексти, гітара, бек — вокал → 1998 рік
- Віктор Винник залишив групу, разом з тим залишив групі свої пісні → 2004 рік
- До складу увійшов Віталій Іванюк — гітара → 2004 рік

- Віктор Винник знову співпрацює з групою як автор текстів → з 2009 року

З «НеМо» працюють сесійні музиканти:
- Олександр Максим — барабани → 2006 рік
- Олександр Чунін — бас гітара → 2006 рік
- Віктор Лесюк — барабани → 2006 рік
- Петро Гирич — бас гітара → 2006 рік
- Іван Козаченко — барабани → 2007 рік
- Антон Тараненко — бас гітара → 2007 рік
- Володимир Андрієвський — барабани → 2009 рік
- Роман Недзельський — гітари для пісні «Не забувай» → 2010 рік
- Олександр Муренко — барабани для пісні «Не забувай» → 2010 рік
- Олександр Муренко — барабани для пісні «Хто я тут без тебе» → 2012 рік
- Ігор Закус — бас-гітара для пісні «Хто я тут без тебе» → 2012 рік
- Олександр Муренко — барабани для пісень «Ти не покинеш» → 2013 рік
- Олександр Муренко — барабани для пісень «Там, де є ти», «Моя Земля» → 2014 рік
- Олександр Муренко — барабани для пісень «Весна», «Туман», «Україна» → 2015 рік

## Дискографія
- «Ти НЕ МОя» — 1998 рік
- «Пташка» — 2000 рік
- «Море Любові» — 2003 рік

## Відео
- «Ти не моя» (1998)
- «Пташка» (2000)
- «Вогні великого міста»
- «SOS»
- «Незнайомий брат»
- «Ти Не Покинеш» (2014)
- «Там, де є ти»(2014)